# KAA Gent in het seizoen 2011/12
Dit artikel beschrijft de prestaties van de Belgische voetbalclub KAA Gent in het seizoen 2011-2012.

## Spelerskern
| Keepers       |                           |                                           |    |    |   |   |    |    |      |      |                          |         |
| 1             | Frank Boeckx              | Vlag van België                           | 14 | 0  | 4 | 0 | 18 | 0  | 2008 | 2013 | STVV                     | DM      |
| 20            | Sébastien Bruzzese        | Vlag van België                           | 0  | 0  | 0 | 0 | 0  | 0  | 2010 | 2012 | RSC Anderlecht           | DM      |
| 29            | Bojan Jorgačević          | Vlag van Servië                           | 7  | 0  | 0 | 0 | 7  | 0  | 2007 | 2013 | FK Rad                   | DM      |
| 33            | Sergio Padt               | Vlag van Nederland                        | 21 | 0  | 0 | 0 | 21 | 0  | 2011 | 2013 | Ajax Amsterdam           | DM      |
| Verdedigers   |                           |                                           |    |    |   |   |    |    |      |      |                          |         |
| 3             | Marko Šuler               | Vlag van Slovenië                         | 9  | 0  | 2 | 0 | 11 | 0  | 2008 | 2013 | ND Gorica                | CV      |
| 4             | Roy Myrie                 | Vlag van Costa Rica                       | 0  | 0  | 0 | 0 | 0  | 0  | 2008 | 2012 | Alajuelense              | RB      |
| 5             | Valery Nahayo             | Vlag van Burundi                          | 11 | 0  | 1 | 0 | 12 | 0  | 2011 | 2015 | Kaizer Chiefs            | CV      |
| 12            | Koenraad Hendrickx        | Vlag van België                           | 0  | 0  | 0 | 0 | 0  | 0  | 2011 | 2013 | Eigen jeugd              | CV      |
| 14            | Mario Barić               | Vlag van Kroatië                          | 31 | 0  | 3 | 0 | 34 | 0  | 2010 | 2013 | NK Karlovac              | RB      |
| 15            | César Arzo Amposta        | Vlag van Spanje                           | 31 | 2  | 2 | 0 | 33 | 2  | 2011 | 2014 | Real Valladolid          | CV, CVM |
| 18            | Alpha Ba                  | Vlag van Senegal                          | 4  | 0  | 0 | 0 | 4  | 0  | 2011 | 2013 | Union Sportive Ouakam    | CV      |
| 22            | Matija Škarabot           | Vlag van Slovenië                         | 11 | 0  | 0 | 0 | 11 | 0  | 2010 | 2013 | ND Gorica                | LB      |
| 25            | Wallace Fernando Perreira | Vlag van Brazilië                         | 9  | 0  | 0 | 0 | 9  | 0  | 2010 | 2013 | Fredrikstad FK           | LB      |
| 27            | Jef Vogels                | Vlag van België                           | 0  | 0  | 0 | 0 | 0  | 0  | 2011 | 2013 | R. Antwerp FC            | CV, RB  |
| Middenvelders |                           |                                           |    |    |   |   |    |    |      |      |                          |         |
| 2             | Zakaria M'Sila            | Vlag van Marokko                          | 3  | 0  | 1 | 0 | 4  | 0  | 2009 | 2012 | Eigen jeugd              | CM      |
| 7             | Tim Smolders              | Vlag van België                           | 26 | 5  | 4 | 1 | 30 | 6  | 2009 | 2012 | RSC Charleroi            | CAM, CM |
| 8             | Bernd Thijs               | Vlag van België                           | 31 | 11 | 2 | 1 | 33 | 12 | 2007 | 2012 | Borussia Mönchengladbach | CVM, CV |
| 10            | Jesper Jørgensen          | Vlag van Denemarken                       | 39 | 13 | 4 | 1 | 43 | 14 | 2010 | 2013 | Esbjerg fB               | CVM, CM |
| ?             | Christian Brüls           | Vlag van Denemarken                       | 36 | 1  | 4 | 0 | 40 | 1  | 2011 | 2015 | VC Westerlo              | CVM, CM |
| 13            | Mamoutou N'Diaye          | Vlag van Mali                             | 13 | 1  | 0 | 0 | 13 | 1  | 2008 | 2012 | RAEC Mons                | CM      |
| 17            | Hannes van der Bruggen    | Vlag van België                           | 17 | 2  | 1 | 0 | 18 | 2  | 2010 | 2014 | Eigen jeugd              | CAM     |
| 26            | Christophe Lepoint        | Vlag van België                           | 0  | 0  | 0 | 0 | 0  | 0  | 2009 | 2014 | Excelsior Moeskroen      | CM      |
| 28            | Ibrahima Conté            | Vlag van Guinee                           | 21 | 1  | 1 | 1 | 22 | 2  | 2010 | 2014 | Eigen jeugd              | RM, RV  |
| 31            | Christophe Grondin        | Vlag van Frankrijk · Vlag van Madagaskar  | 0  | 0  | 0 | 0 | 0  | 0  | 2007 | 2013 | Cercle Brugge            | CVM, RB |
| Aanvallers    |                           |                                           |    |    |   |   |    |    |      |      |                          |         |
| 9             | Ilombe Mboyo              | Vlag van België · Vlag van Congo-Kinshasa | 32 | 14 | 3 | 0 | 35 | 14 | 2011 | 2015 | KV Kortrijk              | SP, RV  |
| 11            | Yassine El Ghanassy       | Vlag van België · Vlag van Marokko        | 33 | 5  | 4 | 2 | 37 | 7  | 2008 | 2015 | La Louvière              | RV, LV  |
| 16            | Elimane Coulibaly         | Vlag van België · Vlag van Senegal        | 32 | 8  | 4 | 3 | 36 | 11 | 2009 | 2012 | KV Kortrijk              | SP      |
| 24            | Yaya Soumahoro            | Vlag van Ivoorkust                        | 15 | 2  | 3 | 2 | 18 | 4  | 2010 | 2014 | Muang Thong United       | LV      |
| 30            | Zlatan Ljubijankič        | Vlag van Slovenië                         | 32 | 8  | 2 | 0 | 34 | 8  | 2008 | 2014 | NK Domzale               | SP, RV  |

## Technische staf
| Functie               | Naam          | Nationaliteit |
| --------------------- | ------------- | ------------- |
| Hoofdtrainer/coach T1 | Trond Sollied | Noorwegen     |
| Assistent-trainer T2  | Manu Ferrera  | België        |
| Keepertrainer T3      | Jacky Munaron | België        |
| Fysical trainer       | Stijn Matthys | België        |

## Transfers

### Ingaand
| Naam               | Nationaliteit | Van/naar      |
| ------------------ | ------------- | ------------- |
| Valery Nahayo      | Zuid-Afrika   | Kaizer Chiefs |
| Jef Vogels         | België        | Antwerp FC    |
| Mehdi Terki        | ALG           | RAEC Bergen   |
| Kyliaan Butsraen   | België        | KV Oostende   |
| Koenraad Hendrickx | België        | Eigen jeugd   |
| Benito Raman       | België        | Eigen jeugd   |
| Trond Sollied      | Noorwegen     | Lierse SK     |
| Christian Brüls    | België        | KVC Westerlo  |

### Uitgaand
| Naam             | Nationaliteit                     | Van/naar       |
| ---------------- | --------------------------------- | -------------- |
| Erlend Hanstveit | Noorwegen                         | Einde contract |
| Adriano Duarte   | Brazilië                          | Einde contract |
| Francky Dury     | België                            | Ontslagen      |
| Igor Vetokele    | Vlag van België · Vlag van Angola | Cercle Brugge  |
| Bojan Jorgačević | Servië                            | Club Brugge    |

## Oefenwedstrijden
- KSV Oudenaarde 0-2 KAA Gent
- KVK Ieper 0-1 KAA Gent
- KAA Gent 2-0 KRC Genk
- SK Deinze 0-7 KAA Gent
- KAA Gent 1-3 FC Twente
- Standaard Wetteren 0-2 KAA Gent
- KAA Gent 4-1 SC Heerenveen
- KAA Gent 1-3 Lommel United
- FC Valenciennes 1-2 KAA Gent
- KAA Gent 1-1 Getafe CF
- US Boulogne 0-2 KAA Gent
- Borussia Mönchengladbach 3-1 KAA Gent
- KAA Gent 2-2 La Louvière
- FC Kaiserslautern 1-5 KAA Gent

## Jupiler Pro League

### Wedstrijden
| Jupiler Pro League                                            |                                                                                   |                                 |                                                            | |                                                                 |
| Wedstrijddetails                                              | Thuisploeg                                                                        | Uitslag                         | Uitploeg                                                   | Opstelling | Kaarten                                                         |
| Heenronde                                                     |                                                                                   |                                 |                                                            | |                                                                 |
| 30 juli 2011 20:00 Jules Ottenstadion Gent                    | KAA Gent                                                                          | 0-1                             | Cercle Brugge                                              | Boeckx Baric, Ba, Nahayo, Šuler Smolders, Arzo, Jørgensen (85' Arbeitman) Ljubijankič (75' Conté), Coulibaly (75' Mboyo), El Ghanassy                   | 18' Nahayo 65' Arzo 77' Nahayo 80' El Ghanassy                  |
| 30 juli 2011 20:00 Jules Ottenstadion Gent                    |                                                                                   | 0-1                             | 79' Iachtchouk                                             | Boeckx Baric, Ba, Nahayo, Šuler Smolders, Arzo, Jørgensen (85' Arbeitman) Ljubijankič (75' Conté), Coulibaly (75' Mboyo), El Ghanassy                   | 18' Nahayo 65' Arzo 77' Nahayo 80' El Ghanassy                  |
| 6 augustus 2011 20:00 Olympisch Stadion Antwerpen             | K. Beerschot AC                                                                   | 2-2                             | KAA Gent                                                   | Boeckx Baric, Ba, Arzo, Šuler Smolders (71' Conté), Thijs, Jørgensen (86' M'Sila) Ljubijankič, Mboyo, El Ghanassy (71' Soumahoro)                       | 4' Ba 49' Mboyo                                                 |
| 6 augustus 2011 20:00 Olympisch Stadion Antwerpen             | Kagelmacher 5' Sidibe 69'                                                         | 1-0 1-1 1-2 2-2                 | 13' Ljubijankič 23' Thijs                                  | Boeckx Baric, Ba, Arzo, Šuler Smolders (71' Conté), Thijs, Jørgensen (86' M'Sila) Ljubijankič, Mboyo, El Ghanassy (71' Soumahoro)                       | 4' Ba 49' Mboyo                                                 |
| 13 augustus 2011 18:00 Jules Ottenstadion Gent                | KAA Gent                                                                          | 3-1                             | Standard Luik                                              | Boeckx Baric, Nahayo, Arzo, Šuler (78' Skarabot) Smolders, Thijs, Jørgensen Ljubijankič, Mboyo (87' Coulibaly), El Ghanassy (75' Soumahoro)             | 17' Ljubijankič 85' Ljubijankič 91' Boeckx                      |
| 13 augustus 2011 18:00 Jules Ottenstadion Gent                | Jørgensen 28' Jørgensen 35' Smolders 68'                                          | 1-0 2-0 2-1 3-1                 | 65' Kanu                                                   | Boeckx Baric, Nahayo, Arzo, Šuler (78' Skarabot) Smolders, Thijs, Jørgensen Ljubijankič, Mboyo (87' Coulibaly), El Ghanassy (75' Soumahoro)             | 17' Ljubijankič 85' Ljubijankič 91' Boeckx                      |
| 20 augustus 2011 20:00 't Kuipje Westerlo                     | KVC Westerlo                                                                      | 2-3                             | KAA Gent                                                   | Boeckx Baric, Nahayo, Ba, Šuler (40' Skarabot) Smolders, Thijs, Jørgensen Ljubijankič, Mboyo (79' Coulibaly), El Ghanassy (77' Conté)                   | 36' Mboyo                                                       |
| 20 augustus 2011 20:00 't Kuipje Westerlo                     | De Petter 27' Ba (own) 41'                                                        | 0-1 1-1 2-1 2-2 2-3             | 10' Ljubijankič 54' El Ghanassy 61' El Ghanassy            | Boeckx Baric, Nahayo, Ba, Šuler (40' Skarabot) Smolders, Thijs, Jørgensen Ljubijankič, Mboyo (79' Coulibaly), El Ghanassy (77' Conté)                   | 36' Mboyo                                                       |
| 27 augustus 2011 20:00 Jules Ottenstadion Gent                | KAA Gent                                                                          | 1-0                             | Lierse SK                                                  | Boeckx Baric, Nahayo, Arzo, Skarabot Conté, Thijs, Jørgensen Soumahoro (85' M'Sila), Coulibaly, El Ghanassy (45' Melli)                                 | 19' Skarabot 28' Soumahoro 43' Nahayo                           |
| 27 augustus 2011 20:00 Jules Ottenstadion Gent                | Arzo 40'                                                                          | 1-0                             |                                                            | Boeckx Baric, Nahayo, Arzo, Skarabot Conté, Thijs, Jørgensen Soumahoro (85' M'Sila), Coulibaly, El Ghanassy (45' Melli)                                 | 19' Skarabot 28' Soumahoro 43' Nahayo                           |
| 11 september 2011 20:30 Regenboogstadion Waregem              | SV Zulte Waregem                                                                  | 1-3                             | KAA Gent                                                   | Jorgačević Rafinha, Melli, Šuler, Baric Smolders (91' Raman), Thijs, Jørgensen Soumahoro (70' Brüls), Coulibaly, El Ghanassy (72' Conté)                | 31' Coulibaly 63' El Ghanassy                                   |
| 11 september 2011 20:30 Regenboogstadion Waregem              | Rossini 6'                                                                        | 1-0 1-1 1-2 1-3                 | 55' Thijs 59' Thijs 89' Conté                              | Jorgačević Rafinha, Melli, Šuler, Baric Smolders (91' Raman), Thijs, Jørgensen Soumahoro (70' Brüls), Coulibaly, El Ghanassy (72' Conté)                | 31' Coulibaly 63' El Ghanassy                                   |
| 18 september 2011 14:30 Jules Ottenstadion Gent               | KAA Gent                                                                          | 0-1                             | RSC Anderlecht                                             | Jorgačević Rafinha, Melli, Šuler, Skarabot (85' M'Sila) Smolders, Thijs, Jørgensen (83' Soumahoro) Conté, Coulibaly, El Ghanassy (83' Brüls)            | 6' Skarabot 54' Rafinha                                         |
| 18 september 2011 14:30 Jules Ottenstadion Gent               |                                                                                   | 0-1                             | 7' Suárez                                                  | Jorgačević Rafinha, Melli, Šuler, Skarabot (85' M'Sila) Smolders, Thijs, Jørgensen (83' Soumahoro) Conté, Coulibaly, El Ghanassy (83' Brüls)            | 6' Skarabot 54' Rafinha                                         |
| 24 september 2011 20:00 Stayen Sint-Truiden                   | Sint-Truiden VV                                                                   | 3-4                             | KAA Gent                                                   | Jorgačević Rafinha, Melli, Šuler, Baric Smolders, Thijs, Jørgensen Conté (29' Brüls), Ljubijankič (87' Coulibaly), El Ghanassy (73' Soumahoro)          | 60' Thijs 63' Jørgensen                                         |
| 24 september 2011 20:00 Stayen Sint-Truiden                   | Dufer 23' Reza 35' Reza (pen.) 59'                                                | 1-0 2-0 2-1 2-2 3-2 3-3 3-4     | 47' Jørgensen 57' Kotysch (own) 67' Brüls 93' Thijs (pen.) | Jorgačević Rafinha, Melli, Šuler, Baric Smolders, Thijs, Jørgensen Conté (29' Brüls), Ljubijankič (87' Coulibaly), El Ghanassy (73' Soumahoro)          | 60' Thijs 63' Jørgensen                                         |
| 1 oktober 2011 20:00 Jules Ottenstadion Gent                  | KAA Gent                                                                          | 6-1                             | OH Leuven                                                  | Jorgačević Rafinha, Melli, Arzo, Baric Smolders, Thijs, Jørgensen (84' Van der Bruggen) Brüls (75' Soumahoro), Ljubijankič (69' Coulibaly), El Ghanassy |                                                                 |
| 1 oktober 2011 20:00 Jules Ottenstadion Gent                  | Ljubijankič 28' Arzo 46' Ljubijankič 62' Smolders 70' Coulibaly 90' Soumahoro 91' | 1-0 1-1 2-1 3-1 4-1 5-1 6-1     | 42' Remacle                                                | Jorgačević Rafinha, Melli, Arzo, Baric Smolders, Thijs, Jørgensen (84' Van der Bruggen) Brüls (75' Soumahoro), Ljubijankič (69' Coulibaly), El Ghanassy |                                                                 |
| 16 oktober 2011 14:30 Jan Breydelstadion Brugge               | Club Brugge                                                                       | 2-0                             | KAA Gent                                                   | Jorgačević Rafinha, Melli, Arzo, Baric Smolders (86' Raman), Thijs (69' Conté), Jørgensen Brüls, Ljubijankič (33' Coulibaly), El Ghanassy               | 49' El Ghanassy                                                 |
| 16 oktober 2011 14:30 Jan Breydelstadion Brugge               | Meunier 23' Vleminckx 58'                                                         | 1-0 2-0                         |                                                            | Jorgačević Rafinha, Melli, Arzo, Baric Smolders (86' Raman), Thijs (69' Conté), Jørgensen Brüls, Ljubijankič (33' Coulibaly), El Ghanassy               | 49' El Ghanassy                                                 |
| 22 oktober 2011 18:00 Jules Ottenstadion Gent                 | KAA Gent                                                                          | 3-1                             | KSC Lokeren                                                | Jorgačević Rafinha, Melli, Arzo, Baric Van der Bruggen (91' Conté), Thijs, Jørgensen Brüls, Coulibaly (69' Mboyo), El Ghanassy                          | 53' Thijs                                                       |
| 22 oktober 2011 18:00 Jules Ottenstadion Gent                 | Jørgensen 5' Thijs 44' Thijs (pen.) 82'                                           | 1-0 2-0 2-1 3-1                 | 62' Harbaoui                                               | Jorgačević Rafinha, Melli, Arzo, Baric Van der Bruggen (91' Conté), Thijs, Jørgensen Brüls, Coulibaly (69' Mboyo), El Ghanassy                          | 53' Thijs                                                       |
| 29 oktober 2011 20:00 Stade Charles Tondreau Bergen           | RAEC Mons                                                                         | 1-1                             | KAA Gent                                                   | Jorgačević Rafinha, Melli, Arzo (29' Šuler), Baric Smolders, Thijs, Jørgensen Brüls, Coulibaly (65' Ljubijankič), El Ghanassy (82' Mboyo)               | 43' Melli 45' Jørgensen 68' Baric                               |
| 29 oktober 2011 20:00 Stade Charles Tondreau Bergen           | Perbet 69'                                                                        | 1-0 1-1                         | 77' Thijs (pen.)                                           | Jorgačević Rafinha, Melli, Arzo (29' Šuler), Baric Smolders, Thijs, Jørgensen Brüls, Coulibaly (65' Ljubijankič), El Ghanassy (82' Mboyo)               | 43' Melli 45' Jørgensen 68' Baric                               |
| 4 november 2011 20:30 Jules Ottenstadion Gent                 | KAA Gent                                                                          | 6-2                             | KV Mechelen                                                | Boeckx Rafinha, Melli, Nahayo, Baric (68' Šuler) Smolders (75' Soumahoro), Thijs, Jørgensen Brüls, Coulibaly, El Ghanassy (75' Mboyo)                   | 45' Nahayo                                                      |
| 4 november 2011 20:30 Jules Ottenstadion Gent                 | Coulibaly 19' Coulibaly 56' Smolders 74' Jørgensen 79' Mboyo 83' Mboyo 90'        | 1-0 1-1 2-1 2-2 3-2 4-2 5-2 6-2 | 49' Gorius 58' Diabang                                     | Boeckx Rafinha, Melli, Nahayo, Baric (68' Šuler) Smolders (75' Soumahoro), Thijs, Jørgensen Brüls, Coulibaly, El Ghanassy (75' Mboyo)                   | 45' Nahayo                                                      |
| 19 november 2011 20:00 Guldensporenstadion Kortrijk           | KV Kortrijk                                                                       | 0-4                             | KAA Gent                                                   | Boeckx Baric, Melli, Arzo, Skarabot Smolders, Thijs, Jørgensen (79' Conté) Brüls, Coulibaly (69' Ljubijankič), Mboyo (91' Van der Bruggen)              |                                                                 |
| 19 november 2011 20:00 Guldensporenstadion Kortrijk           |                                                                                   | 0-1 0-2 0-3 0-4                 | 30' Veselinovic (own) 37' Mboyo 43' Thijs 63' Melli        | Boeckx Baric, Melli, Arzo, Skarabot Smolders, Thijs, Jørgensen (79' Conté) Brüls, Coulibaly (69' Ljubijankič), Mboyo (91' Van der Bruggen)              |                                                                 |
| 27 november 2011 18:00 Jules Ottenstadion Gent                | KAA Gent                                                                          | 2-0                             | KRC Genk                                                   | Padt Baric, Melli (60' El Ghanassy), Arzo, Skarabot Van der Bruggen, Thijs, Jørgensen Brüls (90' Soumahoro), Ljubijankič, Mboyo (88' Coulibaly)         |                                                                 |
| 27 november 2011 18:00 Jules Ottenstadion Gent                | Van der Bruggen 70' El Ghanassy 89'                                               | 1-0 2-0                         |                                                            | Padt Baric, Melli (60' El Ghanassy), Arzo, Skarabot Van der Bruggen, Thijs, Jørgensen Brüls (90' Soumahoro), Ljubijankič, Mboyo (88' Coulibaly)         |                                                                 |
| Terugronde                                                    |                                                                                   |                                 |                                                            | |                                                                 |
| 4 december 2011 18:00 Maurice Dufrasnestadion Luik            | Standard Luik                                                                     | 0-0                             | KAA Gent                                                   | Boeckx Baric, Melli, Arzo, Skarabot Smolders, Thijs, Jørgensen Brüls, Ljubijankič, Mboyo (75' El Ghanassy)                                              | 77' Baric                                                       |
| 4 december 2011 18:00 Maurice Dufrasnestadion Luik            |                                                                                   |                                 |                                                            | Boeckx Baric, Melli, Arzo, Skarabot Smolders, Thijs, Jørgensen Brüls, Ljubijankič, Mboyo (75' El Ghanassy)                                              | 77' Baric                                                       |
| 10 december 2011 20:00 Jules Ottenstadion Gent                | KAA Gent                                                                          | 0-1                             | K. Beerschot AC                                            | Boeckx Baric, Melli, Arzo, Skarabot (68' Wallace) Smolders (68' El Ghanassy), Thijs, Jørgensen Brüls, Ljubijankič, Mboyo (75' Conté)                    | 77' Arzo                                                        |
| 10 december 2011 20:00 Jules Ottenstadion Gent                |                                                                                   | 0-1                             | 56' Sidibe                                                 | Boeckx Baric, Melli, Arzo, Skarabot (68' Wallace) Smolders (68' El Ghanassy), Thijs, Jørgensen Brüls, Ljubijankič, Mboyo (75' Conté)                    | 77' Arzo                                                        |
| 18 december 2011 20:30 Jan Breydelstadion Brugge              | Cercle Brugge                                                                     | 0-1                             | KAA Gent                                                   | Boeckx Baric, Melli, Arzo, Skarabot Van der Bruggen (69' Brüls), Thijs, Jørgensen El Ghanassy (76' Conté), Ljubijankič (46' Mboyo), Coulibaly           | 25' Skarabot 65' Thijs                                          |
| 18 december 2011 20:30 Jan Breydelstadion Brugge              |                                                                                   | 0-1                             | 59' Van der Bruggen                                        | Boeckx Baric, Melli, Arzo, Skarabot Van der Bruggen (69' Brüls), Thijs, Jørgensen El Ghanassy (76' Conté), Ljubijankič (46' Mboyo), Coulibaly           | 25' Skarabot 65' Thijs                                          |
| 26 december 2011 20:30 Jules Ottenstadion Gent                | KAA Gent                                                                          | 3-1                             | KVC Westerlo                                               | Boeckx Baric, Melli, Arzo, Wallace (85' Skarabot) Brüls, Thijs, Jørgensen Conté (77' Mboyo), Ljubijankič, El Ghanassy (88' Van der Bruggen)             | 16' Arzo 70' Wallace 72' Melli 73' El Ghanassy                  |
| 26 december 2011 20:30 Jules Ottenstadion Gent                | Ljubijankič 68' El Ghanassy 78' Jørgensen 83'                                     | 0-1 1-1 2-1 3-1                 | 45' Dekelver                                               | Boeckx Baric, Melli, Arzo, Wallace (85' Skarabot) Brüls, Thijs, Jørgensen Conté (77' Mboyo), Ljubijankič, El Ghanassy (88' Van der Bruggen)             | 16' Arzo 70' Wallace 72' Melli 73' El Ghanassy                  |
| 14 januari 2012 20:00 Herman Vanderpoortenstadion Lier        | Lierse SK                                                                         | 2-1                             | KAA Gent                                                   | Boeckx Baric, Melli, Arzo, Wallace Smolders (86' Raman), Thijs (86' Coulibaly), Jørgensen Mboyo (60' Brüls), Ljubijankič, El Ghanassy                   | 56' Thijs                                                       |
| 14 januari 2012 20:00 Herman Vanderpoortenstadion Lier        | Saïdi 26' Claasen 84'                                                             | 1-0 1-1 2-1                     | 51' Smolders                                               | Boeckx Baric, Melli, Arzo, Wallace Smolders (86' Raman), Thijs (86' Coulibaly), Jørgensen Mboyo (60' Brüls), Ljubijankič, El Ghanassy                   | 56' Thijs                                                       |
| 21 januari 2012 20:00 Jules Ottenstadion Gent                 | KAA Gent                                                                          | 0-0                             | SV Zulte Waregem                                           | Boeckx Rafinha (85' Boere), Melli, Nahayo, Wallace Arzo, Van der Bruggen, Jørgensen Soumahoro (67' Brüls), Coulibaly, El Ghanassy (76' Mboyo)           | 37' Van der Bruggen 45' Arzo 69' Nahayo                         |
| 21 januari 2012 20:00 Jules Ottenstadion Gent                 |                                                                                   |                                 |                                                            | Boeckx Rafinha (85' Boere), Melli, Nahayo, Wallace Arzo, Van der Bruggen, Jørgensen Soumahoro (67' Brüls), Coulibaly, El Ghanassy (76' Mboyo)           | 37' Van der Bruggen 45' Arzo 69' Nahayo                         |
| 24 januari 2012 20:00 Constant Vanden Stockstadion Anderlecht | RSC Anderlecht                                                                    | 3-1                             | KAA Gent                                                   | Padt Rafinha, Melli, Nahayo, Maréval Arzo, Van der Bruggen (56' El Ghanassy), Jørgensen Soumahoro (56' Mboyo), Coulibaly, Brüls                         | 70' Arzo                                                        |
| 24 januari 2012 20:00 Constant Vanden Stockstadion Anderlecht | Jovanovic 28' Jovanovic 36' Suarez 85'                                            | 0-1 1-1 2-1 3-1                 | 7' Jørgensen                                               | Padt Rafinha, Melli, Nahayo, Maréval Arzo, Van der Bruggen (56' El Ghanassy), Jørgensen Soumahoro (56' Mboyo), Coulibaly, Brüls                         | 70' Arzo                                                        |
| 28 januari 2012 20:00 Jules Ottenstadion Gent                 | KAA Gent                                                                          | 6-0                             | Sint-Truiden VV                                            | Padt Rafinha, Melli, Arzo, Maréval N'Diaye (70' Skarabot), Jørgensen, Van der Bruggen Brüls, Soumahoro (82' Boere), Mboyo                               | 62' N'Diaye                                                     |
| 28 januari 2012 20:00 Jules Ottenstadion Gent                 | Maréval 6' Mboyo 17' Melli 24' Soumahoro 36' Mboyo 65' Jørgensen 89'              | 1-0 2-0 3-0 4-0 5-0 6-0         |                                                            | Padt Rafinha, Melli, Arzo, Maréval N'Diaye (70' Skarabot), Jørgensen, Van der Bruggen Brüls, Soumahoro (82' Boere), Mboyo                               | 62' N'Diaye                                                     |
| 4 februari 2012 20:00 Den Dreef Heverlee                      | OH Leuven                                                                         | 2-3                             | KAA Gent                                                   | Boeckx Rafinha, Melli, Arzo, Maréval N'Diaye, Jørgensen, Van der Bruggen Brüls (91' Nahayo), Mboyo, Raman (81' El Ghanassy)                             | 92' Mboyo                                                       |
| 4 februari 2012 20:00 Den Dreef Heverlee                      | Chuka 25' Geraerts 53'                                                            | 1-0 1-1 1-2 2-2 2-3             | 45' Rafinha 50' Melli 57' Mboyo                            | Boeckx Rafinha, Melli, Arzo, Maréval N'Diaye, Jørgensen, Van der Bruggen Brüls (91' Nahayo), Mboyo, Raman (81' El Ghanassy)                             | 92' Mboyo                                                       |
| 12 februari 2012 18:00 Jules Ottenstadion Gent                | KAA Gent                                                                          | 1-3                             | Club Brugge                                                | Padt Rafinha, Melli, Arzo, Maréval N'Diaye (65' Brüls), Jørgensen, Van der Bruggen Ljubijankič (65' Soumahoro), Mboyo (65' El Ghanassy), Coulibaly      | 33' Rafinha                                                     |
| 12 februari 2012 18:00 Jules Ottenstadion Gent                | Jørgensen 87'                                                                     | 0-1 0-2 0-3 1-3                 | 15' Figueras 48' Refaelov 59' Akpala                       | Padt Rafinha, Melli, Arzo, Maréval N'Diaye (65' Brüls), Jørgensen, Van der Bruggen Ljubijankič (65' Soumahoro), Mboyo (65' El Ghanassy), Coulibaly      | 33' Rafinha                                                     |
| 18 februari 2012 18:00 Daknamstadion Lokeren                  | KSC Lokeren                                                                       | 1-1                             | KAA Gent                                                   | Padt Rafinha, Melli, Arzo, Maréval Mix (75' Ljubijankič), Jørgensen, Van der Bruggen Brüls, Soumahoro (65' El Ghanassy), Mboyo                          | 51' Maréval 83' Mboyo                                           |
| 18 februari 2012 18:00 Daknamstadion Lokeren                  | De Ceulaer 22'                                                                    | 1-0 1-1                         | 32' Maréval                                                | Padt Rafinha, Melli, Arzo, Maréval Mix (75' Ljubijankič), Jørgensen, Van der Bruggen Brüls, Soumahoro (65' El Ghanassy), Mboyo                          | 51' Maréval 83' Mboyo                                           |
| 25 februari 2012 20:00 Jules Ottenstadion Gent                | KAA Gent                                                                          | 2-0                             | RAEC Mons                                                  | Padt Baric, Melli, Arzo, Maréval Mix, Jørgensen, Van der Bruggen (45' Soumahoro) Brüls, Ljubijankič (61' Raman), Mboyo (89' Coulibaly)                  | 18' Maréval 32' Van der Bruggen 44' Jørgensen 75' Arzo 87' Padt |
| 25 februari 2012 20:00 Jules Ottenstadion Gent                | Maréval 60' Jørgensen 92'                                                         | 1-0 2-0                         |                                                            | Padt Baric, Melli, Arzo, Maréval Mix, Jørgensen, Van der Bruggen (45' Soumahoro) Brüls, Ljubijankič (61' Raman), Mboyo (89' Coulibaly)                  | 18' Maréval 32' Van der Bruggen 44' Jørgensen 75' Arzo 87' Padt |
| 3 maart 2012 18:00 Achter de Kazerne Mechelen                 | KV Mechelen                                                                       | 0-2                             | KAA Gent                                                   | Padt Rafinha, Melli, Nahayo, Wallace Thijs, Smolders (88' N'Diaye), Jørgensen Brüls (91' Ljubijankič), Coulibaly, Conté                                 | 25' Nahayo 63' Wallace                                          |
| 3 maart 2012 18:00 Achter de Kazerne Mechelen                 |                                                                                   | 0-1 0-2                         | 14' Thijs (pen.) 87' Coulibaly                             | Padt Rafinha, Melli, Nahayo, Wallace Thijs, Smolders (88' N'Diaye), Jørgensen Brüls (91' Ljubijankič), Coulibaly, Conté                                 | 25' Nahayo 63' Wallace                                          |
| 18 maart 2012 14:30 Jules Ottenstadion Gent                   | KAA Gent                                                                          | 3-1                             | KV Kortrijk                                                | Padt Rafinha, Melli, Arzo, Wallace Smolders, Jørgensen, Van der Bruggen Brüls (84' Raman), Coulibaly, Conté (66' Ljubijankič)                           | 45' Coulibaly 49' Wallace                                       |
| 18 maart 2012 14:30 Jules Ottenstadion Gent                   | Smolders (pen.) 16' Coulibaly 51' Ljubijankič 91'                                 | 1-0 2-0 2-1 3-1                 | 79' Veselinovic                                            | Padt Rafinha, Melli, Arzo, Wallace Smolders, Jørgensen, Van der Bruggen Brüls (84' Raman), Coulibaly, Conté (66' Ljubijankič)                           | 45' Coulibaly 49' Wallace                                       |
| 21 maart 2012 20:30 Cristal Arena Genk                        | KRC Genk                                                                          | 3-1                             | KAA Gent                                                   | Padt Rafinha (62' Baric), Melli, Arzo (48' Nahayo), Wallace Thijs, Smolders, Jørgensen Brüls, Coulibaly, Conté (66' Ljubijankič)                        | 42' Jørgensen 93' Nahayo                                        |
| 21 maart 2012 20:30 Cristal Arena Genk                        | Benteke 61' Buffel 63' De Bruyne 68'                                              | 0-1 1-1 2-1 3-1                 | 40' Thijs                                                  | Padt Rafinha (62' Baric), Melli, Arzo (48' Nahayo), Wallace Thijs, Smolders, Jørgensen Brüls, Coulibaly, Conté (66' Ljubijankič)                        | 42' Jørgensen 93' Nahayo                                        |
| Play-off I                                                    |                                                                                   |                                 |                                                            | |                                                                 |
| 31 maart 2012 18:00 Jules Ottenstadion Gent                   | KAA Gent                                                                          | 3-0                             | Standard Luik                                              | Padt Rafinha, Melli, Arzo (91' Skarabot), Maréval Thijs, Smolders (87' Brüls), Jørgensen Ljubijankič, Coulibaly (73' El Ghanassy), Mboyo                | 86' Mboyo 90' Padt                                              |
| 31 maart 2012 18:00 Jules Ottenstadion Gent                   | Coulibaly 12' Ljubijankič 65' Mboyo 85'                                           | 1-0 2-0 3-0                     |                                                            | Padt Rafinha, Melli, Arzo (91' Skarabot), Maréval Thijs, Smolders (87' Brüls), Jørgensen Ljubijankič, Coulibaly (73' El Ghanassy), Mboyo                | 86' Mboyo 90' Padt                                              |
| 7 april 2012 18:00 Cristal Arena Genk                         | KRC Genk                                                                          | 2-0                             | KAA Gent                                                   | Padt Rafinha, Melli, Arzo (71' Wallace), Maréval Thijs, Smolders, Jørgensen (19' Mix) Brüls, Ljubijankič, Boere (53' El Ghanassy)                       | 56' Rafinha 73' Wallace 74' Thijs 82' Thijs 88' Brüls           |
| 7 april 2012 18:00 Cristal Arena Genk                         | Simaeys 14' Benteke 58'                                                           | 1-0 2-0                         |                                                            | Padt Rafinha, Melli, Arzo (71' Wallace), Maréval Thijs, Smolders, Jørgensen (19' Mix) Brüls, Ljubijankič, Boere (53' El Ghanassy)                       | 56' Rafinha 73' Wallace 74' Thijs 82' Thijs 88' Brüls           |
| 11 april 2012 20:30 Jules Ottenstadion Gent                   | KAA Gent                                                                          | 1-4                             | RSC Anderlecht                                             | Padt Rafinha, Melli (25' Wallace), Arzo (36' Baric), Maréval N'Diaye, Smolders, Mix (76' Conté) Ljubijankič, Coulibaly, Mboyo                           | 46' Wallace 49' Maréval 63' Baric                               |
| 11 april 2012 20:30 Jules Ottenstadion Gent                   | Mboyo (pen.) 73'                                                                  | 0-1 0-2 0-3 1-3 1-4             | 29' Patou 35' Suárez 61' Kanu 92' Mbokani                  | Padt Rafinha, Melli (25' Wallace), Arzo (36' Baric), Maréval N'Diaye, Smolders, Mix (76' Conté) Ljubijankič, Coulibaly, Mboyo                           | 46' Wallace 49' Maréval 63' Baric                               |
| 15 april 2012 18:00 Jan Breydelstadion Brugge                 | Club Brugge                                                                       | 1-0                             | KAA Gent                                                   | Padt Baric, Ba (86' Conté), Nahayo, Maréval N'Diaye, Smolders (72' Brüls), Thijs Ljubijankič (54' El Ghanassy), Coulibaly, Mboyo                        | 14' N'Diaye 45' Ljubijankič 84' Padt 88' Coulibaly 92' Conté    |
| 15 april 2012 18:00 Jan Breydelstadion Brugge                 | Bacca 42'                                                                         | 1-0                             |                                                            | Padt Baric, Ba (86' Conté), Nahayo, Maréval N'Diaye, Smolders (72' Brüls), Thijs Ljubijankič (54' El Ghanassy), Coulibaly, Mboyo                        | 14' N'Diaye 45' Ljubijankič 84' Padt 88' Coulibaly 92' Conté    |
| 21 april 2012 20:00 Guldensporenstadion Kortrijk              | KV Kortrijk                                                                       | 1-4                             | KAA Gent                                                   | Padt Baric, Melli, Arzo, Maréval Thijs, Smolders, Jørgensen (89' Conté) Brüls (79' El Ghanassy), Coulibaly, Mboyo                                       |                                                                 |
| 21 april 2012 20:00 Guldensporenstadion Kortrijk              | Pavlovic 7'                                                                       | 1-0 1-1 1-2 1-3 1-4             | 11' Mboyo 28' Mboyo 40' Brüls 77' Brüls                    | Padt Baric, Melli, Arzo, Maréval Thijs, Smolders, Jørgensen (89' Conté) Brüls (79' El Ghanassy), Coulibaly, Mboyo                                       |                                                                 |
| 28 april 2012 18:00 Jules Ottenstadion Gent                   | KAA Gent                                                                          | 2-1                             | Club Brugge                                                | Padt Baric, Melli, Arzo, Maréval Thijs, Smolders, Jørgensen (87' N'Diaye) Brüls, Coulibaly (78' Ljubijankič), Mboyo                                     | 71' Jørgensen 91' Thijs 95' Melli                               |
| 28 april 2012 18:00 Jules Ottenstadion Gent                   | Coulibaly 24' Thijs (pen.) 62'                                                    | 0-1 1-1 2-1                     | 8' Hoefkens                                                | Padt Baric, Melli, Arzo, Maréval Thijs, Smolders, Jørgensen (87' N'Diaye) Brüls, Coulibaly (78' Ljubijankič), Mboyo                                     | 71' Jørgensen 91' Thijs 95' Melli                               |
| 2 mei 2012 20:00 Constant Vanden Stockstadion Anderlecht      | RSC Anderlecht                                                                    | 1-0                             | KAA Gent                                                   | Padt Baric, Melli, Maréval, Skarabot N'Diaye, Conté, Brüls Ljubijankič (79' Coulibaly), Mboyo (79' Mix), El Ghanassy (69' Van der Bruggen)              | 68' Maréval 91' Van der Bruggen                                 |
| 2 mei 2012 20:00 Constant Vanden Stockstadion Anderlecht      | Kanu 11'                                                                          | 1-0                             |                                                            | Padt Baric, Melli, Maréval, Skarabot N'Diaye, Conté, Brüls Ljubijankič (79' Coulibaly), Mboyo (79' Mix), El Ghanassy (69' Van der Bruggen)              | 68' Maréval 91' Van der Bruggen                                 |
| 5 mei 2012 18:00 Jules Ottenstadion Gent                      | KAA Gent                                                                          | 2-3                             | KV Kortrijk                                                | Padt Baric, Melli, Arzo (81 N'Diaye), Maréval Thijs, Smolders (67' El Ghanassy), Jørgensen Brüls, Coulibaly (67' Ljubijankič), Mboyo                    |                                                                 |
| 5 mei 2012 18:00 Jules Ottenstadion Gent                      | Ljubijankič 86' Jørgensen 92'                                                     | 0-1 0-2 0-3 1-3 2-3             | 24' Joseph-Monrose 69' Oussalah 80' Czvitkovics            | Padt Baric, Melli, Arzo (81 N'Diaye), Maréval Thijs, Smolders (67' El Ghanassy), Jørgensen Brüls, Coulibaly (67' Ljubijankič), Mboyo                    |                                                                 |
| 10 mei 2012 20:30 Maurice Dufrasnestadion Luik                | Standard Luik                                                                     | 2-1                             | KAA Gent                                                   | Padt Baric, Melli, Arzo, Maréval Thijs (80' N'Diaye), Smolders (53' El Ghanassy), Jørgensen (82' Mix) Brüls, Ljubijankič, Mboyo                         | 77' El Ghanassy 90' Mboyo                                       |
| 10 mei 2012 20:30 Maurice Dufrasnestadion Luik                | Seijas 43' Gakpé 72'                                                              | 0-1 1-1 2-1                     | 10' Brüls                                                  | Padt Baric, Melli, Arzo, Maréval Thijs (80' N'Diaye), Smolders (53' El Ghanassy), Jørgensen (82' Mix) Brüls, Ljubijankič, Mboyo                         | 77' El Ghanassy 90' Mboyo                                       |
| 13 mei 2012 14:30 Jules Ottenstadion Gent                     | KAA Gent                                                                          | 3-1                             | KRC Genk                                                   | Padt Baric, Melli, Maréval, Skarabot Thijs (75' Van der Bruggen), N'Diaye, Jørgensen Brüls (81' Conté), Coulibaly, Mboyo (88' Ljubijankič)              |                                                                 |
| 13 mei 2012 14:30 Jules Ottenstadion Gent                     | Mboyo 10' N'Diaye 21' Coulibaly 68'                                               | 1-0 2-0 2-1 3-1                 | 65' Coulibaly (own)                                        | Padt Baric, Melli, Maréval, Skarabot Thijs (75' Van der Bruggen), N'Diaye, Jørgensen Brüls (81' Conté), Coulibaly, Mboyo (88' Ljubijankič)              |                                                                 |

### Klassement

#### Reguliere competitie
| Pl. | Club                | P  | W  | V  | G  | +  | –  | Ptn. | Play-off     |
| --- | ------------------- | -- | -- | -- | -- | -- | -- | ---- | ------------ |
| 1   | RSC Anderlecht      | 30 | 20 | 3  | 7  | 61 | 26 | 67   | Play-off I   |
| 2   | Club Brugge         | 30 | 19 | 7  | 4  | 51 | 32 | 61   | Play-off I   |
| 3   | KAA Gent            | 30 | 17 | 8  | 5  | 63 | 35 | 56   | Play-off I   |
| 4   | Standard Luik       | 30 | 14 | 7  | 9  | 43 | 33 | 51   | Play-off I   |
| 5   | KRC Genk            | 30 | 13 | 10 | 7  | 60 | 44 | 46   | Play-off I   |
| 6   | KV Kortrijk         | 30 | 13 | 10 | 7  | 39 | 36 | 46   | Play-off I   |
| 7   | Cercle Brugge       | 30 | 13 | 10 | 7  | 36 | 37 | 46   | Play-off II  |
| 8   | KSC Lokeren         | 30 | 11 | 8  | 11 | 48 | 40 | 44   | Play-off II  |
| 9   | KV Mechelen         | 30 | 10 | 13 | 7  | 40 | 50 | 37   | Play-off II  |
| 10  | RAEC Mons           | 30 | 9  | 12 | 9  | 50 | 55 | 36   | Play-off II  |
| 11  | Beerschot AC        | 30 | 9  | 12 | 9  | 45 | 51 | 36   | Play-off II  |
| 12  | Lierse SK           | 30 | 6  | 11 | 13 | 24 | 36 | 31   | Play-off II  |
| 13  | SV Zulte Waregem    | 30 | 6  | 12 | 12 | 32 | 38 | 30   | Play-off II  |
| 14  | Oud-Heverlee Leuven | 30 | 7  | 15 | 8  | 38 | 58 | 29   | Play-off II  |
| 15  | KVC Westerlo        | 30 | 5  | 20 | 5  | 29 | 59 | 20   | Play-off III |
| 16  | Sint-Truidense VV   | 30 | 3  | 17 | 10 | 32 | 61 | 19   | Play-off III |

#### Play-off I
|           | #  | Club           | P  | W | G | V | +  | -  | DS | Ptn |
| --------- | -- | -------------- | -- | - | - | - | -- | -- | -- | --- |
| K         | 1. | RSC Anderlecht | 10 | 5 | 3 | 2 | 16 | 8  | +8 | 52  |
| CL        | 2. | Club Brugge    | 10 | 5 | 2 | 3 | 14 | 11 | +3 | 48  |
| EL        | 3. | KRC Genk       | 10 | 6 | 0 | 4 | 19 | 19 | 0  | 41  |
| (barrage) | 4. | KAA Gent       | 10 | 4 | 0 | 6 | 16 | 16 | 0  | 40  |
|           | 5. | Standard Luik  | 10 | 2 | 3 | 5 | 10 | 17 | -7 | 35  |
|           | 6. | KV Kortrijk    | 10 | 3 | 2 | 5 | 16 | 20 | -4 | 34  |

P: wedstrijden gespeeld, W: wedstrijden gewonnen, G: gelijke spelen, V: wedstrijden verloren, +: gescoorde doelpunten, -: doelpunten tegen, DS: doelsaldo, Ptn: totaal punten

### Barrage UEFA Europa League
| Jupiler Pro League                          |                            |                         |                                                                       | |           |
| Wedstrijddetails                            | Thuisploeg                 | Uitslag                 | Uitploeg                                                              | Opstelling | Kaarten   |
| Barrage                                     |                            |                         |                                                                       | |           |
| 17 mei 2012 20:30 Jan Breydelstadion Brugge | Cercle Brugge              | 1-5                     | KAA Gent                                                              | Padt Baric, Melli, Maréval, Skarabot Thijs, Jørgensen, Brüls (90' N'Diaye) El Ghanassy (77' Ljubijankič), Coulibaly, Mboyo (68' Van der Bruggen) | 48' Mboyo |
| 17 mei 2012 20:30 Jan Breydelstadion Brugge | Gombami 39'                | 0-1 0-2 1-2 1-3 1-4 1-5 | 14' Maréval 16' Coulibaly 49' El Ghanassy 66' Jørgensen 83' Jørgensen | Padt Baric, Melli, Maréval, Skarabot Thijs, Jørgensen, Brüls (90' N'Diaye) El Ghanassy (77' Ljubijankič), Coulibaly, Mboyo (68' Van der Bruggen) | 48' Mboyo |
| 20 mei 2012 14:30 Jules Ottenstadion Gent   | KAA Gent                   | 2-1                     | Cercle Brugge                                                         | Padt Baric, Melli, Maréval, Skarabot Thijs (45' N'Diaye), Jørgensen, Brüls (67' Mix) El Ghanassy, Ljubijankič (60' Raman), Mboyo                 | 35' Baric |
| 20 mei 2012 14:30 Jules Ottenstadion Gent   | Mboyo (pen.) 32' Mboyo 75' | 0-1 1-1 2-1             | 8' Dompig                                                             | Padt Baric, Melli, Maréval, Skarabot Thijs (45' N'Diaye), Jørgensen, Brüls (67' Mix) El Ghanassy, Ljubijankič (60' Raman), Mboyo                 | 35' Baric |

## Beker van België
| Beker van België                                |                                                    |                                 |                                              | |                                                             |
| Wedstrijddetails                                | Thuisploeg                                         | Uitslag                         | Uitploeg                                     | Opstelling | Kaarten                                                     |
| 1/16 finales                                    |                                                    |                                 |                                              | |                                                             |
| 21 september 2011 20:30 Jules Ottenstadion Gent | KAA Gent                                           | 4-0                             | KSV Roeselare                                | Boeckx Baric, Melli, Šuler, Rafinha Conté, Jørgensen, Brüls, El Ghanassy (70' M'Sila) Soumahoro (70' Smolders), Ljubijankič (77' Coulibaly)                                              |                                                             |
| 21 september 2011 20:30 Jules Ottenstadion Gent | Jørgensen 21' Conté 42' Soumahoro 50' Melli 82'    | 1-0 2-0 3-0 4-0                 |                                              | Boeckx Baric, Melli, Šuler, Rafinha Conté, Jørgensen, Brüls, El Ghanassy (70' M'Sila) Soumahoro (70' Smolders), Ljubijankič (77' Coulibaly)                                              |                                                             |
| 1/8 finales                                     |                                                    |                                 |                                              | |                                                             |
| 26 oktober 2011 20:45 Jules Ottenstadion Gent   | KAA Gent                                           | 4-4 (4-2)                       | Club Brugge                                  | Boeckx Baric (90' Šuler), Melli, Arzo, Rafinha Thijs, Jørgensen, Brüls, Smolders (72' Soumahoro) El Ghanassy (62' Mboyo), Coulibaly Strafschoppen: Thijs, Jørgensen, Mboyo, Brüls, Melli | 49' Jørgensen 55' Thijs 69' Baric 95' El Ghanassy 110' Arzo |
| 26 oktober 2011 20:45 Jules Ottenstadion Gent   | Coulibaly 6' Coulibaly 51' Soumahoro 79' Thijs 84' | 1-0 1-1 1-2 1-3 2-3 3-3 4-3 4-4 | 18' Zimling 43' Dirar 45' Donk 95' Vleminckx | Boeckx Baric (90' Šuler), Melli, Arzo, Rafinha Thijs, Jørgensen, Brüls, Smolders (72' Soumahoro) El Ghanassy (62' Mboyo), Coulibaly Strafschoppen: Thijs, Jørgensen, Mboyo, Brüls, Melli | 49' Jørgensen 55' Thijs 69' Baric 95' El Ghanassy 110' Arzo |
| 1/4 finales                                     |                                                    |                                 |                                              | |                                                             |
| 21 december 2011 20:45 Daknamstadion Lokeren    | KSC Lokeren                                        | 1-1                             | KAA Gent                                     | Boeckx Baric, Melli, Arzo, Skarabot Thijs, Jørgensen, Brüls, Smolders El Ghanassy (86' Mboyo), Coulibaly                                                                                 | 5' Arzo                                                     |
| 21 december 2011 20:45 Daknamstadion Lokeren    | Mokulu 1'                                          | 1-0 1-1                         | 21' El Ghanassy                              | Boeckx Baric, Melli, Arzo, Skarabot Thijs, Jørgensen, Brüls, Smolders El Ghanassy (86' Mboyo), Coulibaly                                                                                 | 5' Arzo                                                     |
| 18 januari 2012 20:45 Jules Ottenstadion Gent   | KAA Gent                                           | 3-3                             | KSC Lokeren                                  | Boeckx Rafinha (81' Soumahoro), Melli, Nahayo, Maréval Jørgensen, Smolders, Van der Bruggen (72' Mboyo), El Ghanassy Ljubijankič (43' Brüls), Coulibaly                                  | 34' Melli 49' Rafinha 92' Coulibaly                         |
| 18 januari 2012 20:45 Jules Ottenstadion Gent   | Smolders (pen.) 6' Coulibaly 85' El Ghanassy 90'   | 1-0 1-1 1-2 2-2 2-3 3-3         | 35' Maric (pen.) 51' Patosi 87' Persoons     | Boeckx Rafinha (81' Soumahoro), Melli, Nahayo, Maréval Jørgensen, Smolders, Van der Bruggen (72' Mboyo), El Ghanassy Ljubijankič (43' Brüls), Coulibaly                                  | 34' Melli 49' Rafinha 92' Coulibaly                         |